# DAWN IN NIAGARA
『DAWN IN NIAGARA』（ドーン・イン・ナイアガラ）は、1986年6月1日発売されたCDボックス・セット『NIAGARA CD BOOK 1』の中の1枚として発表されたコンピレーション・アルバム。

## 解説
『NIAGARA CD BOOK I』のボーナス・ディスクとして収録された本作は「NIAGARA RARE MASTER SERIES Vol.4」として、ナイアガラ・レーベル設立以前の、プレ・ナイアガラとも呼べる時期の音源を集めたコンピレーション・アルバム。単独発売されず、ボックスのみの収録となった。
M-1∼4は1974年4月3日、24日にニッポン放送第一スタジオで録音されたデモテープ。「夏の終りに」と「パレード」は1981年リリースのアルバム『NIAGARA FALL STARS』に収録されていた楽曲で、本作にて初CD化となった。「夏の終りに」はイントロ前のカウントから収録されている。「パレード」は『NIAGARA FALL STARS』収録のものとは異なるステレオ・ミックスで、それぞれの楽器やコーラスがよりクリアに聴こえるようになった。イントロ前のカウントも入り、フェード・アウトも少しだけ長い。「指切り」「SHOW」も1983年5月の山下達郎の番組、NHK-FM「サウンド・ストリート」でオンエアされたことがあるが、ここで初めて公式に発表された。「指切り」は大滝詠一が1972年に発表したファースト・アルバム『大瀧詠一』収録曲のカヴァーで、シュガー・ベイブ独自のアイディアによるリズム・アレンジが新鮮である。「SHOW」は1973年12月17日のシュガー・ベイブのファースト・コンサートのために作られた曲で、若々しい勢いに溢れた突き抜けるようなリード・ヴォーカルが素晴らしい。1974年4月録音のデモ4曲がここに全貌を現したことになった。
M-5∼9は1973年9月21日に東京・文京公会堂で行われたはっぴいえんどの解散コンサート“CITY—Last Time Around”でのココナツ・バンク（演奏）、シュガー・ベイブ（コーラス）と大滝詠一のライブ。ナイアガラの音楽活動はCMソング「サイダー'73」でスタートしたといえるが、演奏活動のデビューはこの9.21ライブ。大滝（大瀧）のプロデュース活動第一号はココナツ・バンクだったが、アルバム発売前に解散してしまい、本作に収録された曲だけが残されたもの。「日射病」「無頼横町」はライブ・アルバム『1973.9.21 SHOW BOAT 素晴しき船出』に収録されていたもの。後に伊藤銀次によって再録音され、アルバム『NIAGARA TRIANGLE Vol.1』に収録された。「お早う眠り猫君」はアルバム『MORE NIAGARA FALL STARS』に既に収録済み。「空飛ぶ・ウララカ・サイダー」は大滝の「空飛ぶくじら」「ウララカ」「サイダー'73」のメドレー。「ココナツ・ホリデー」はココナツ・バンクの「紙ひこうき」というインストゥルメンタルと大滝のCM曲「ココナツ・コーン」を繋いだ1曲。「ココナツ・コーン」の演奏はココナツ・バンクで、この曲がきっかけで“ごまのはえ”から“ココナツ・バンク”へとグループ名が変更された。曲のタイトルは銀行の休日という“バンク・ホリデー”からヒントを得て「ココナツ・ホリデイ」となったが、ナイアガラのポップ性がこの1曲に集約されている。「空飛ぶ・ウララカ・サイダー」と「ココナツ・ホリデイ」はライブ・アルバム『ライブ!! はっぴいえんど』に既に収録済みとなっている。本作に収録された5曲で、“CITY-Last Time Around”でのナイアガラのステージが完全に再現された。
M-10∼13は1973年にリリースされた、大滝プロデュース、ココナツ・バンク演奏による布谷文夫のソロ・アルバム『悲しき夏バテ』より収録。布谷も9.21ライブに出演しているが、演奏曲目が「冷たい女」でM-10と重複するので本作には未収録（ライブではM-7と8の間に歌われた）。そのライヴ・ヴァージョンはアルバム『MORE MORE NIAGARA FALL STARS』に既に収録済みとなっている。

## 収録曲
1. 夏の終りに / シュガー・ベイブ  –  (3:23)
(山下)
2. パレード / シュガー・ベイブ  –  (4:07)
(山下)
3. 指切り / シュガー・ベイブ  –  (3:10)
(松本  –  大瀧)
4. SHOW / シュガー・ベイブ  –  (3:39)
(山下)
5. 日射病 / ココナツ・バンク  –  (3:03)
(伊藤銀次)
6. 無頼横町 / ココナツ・バンク  –  (3:08)
(伊藤銀次)
7. お早う眠り猫君 / ココナツ・バンク  –  (2:27)
(伊藤銀次)
8. 空飛ぶ・ウララカ・サイダー / 大滝詠一  –  (3:17)
(松本 / 大瀧 / 伊藤アキラ  –  大瀧)
9. ココナツ・ホリデイ / 大滝詠一  –  (4:35)
(伊藤銀次  –  大瀧)
10. 冷たい女 / 布谷文夫  –  (3:52)
(千葉)
11. 深南部牛追い唄 / 布谷文夫  –  (5:00)
(銀杏  –  ジミー  –  多羅尾)
12. 悲しき夏バテ / 布谷文夫  –  (4:29)
(布谷  –  Anders  –  Poncia)
13. 台風13号 / 布谷文夫  –  (4:28)
(大瀧)

## クレジット
- Produced by EIICHI OHTAKI

## リリース履歴
| 地域 | タイトル          | リリース日   | レーベル           | 規格 | カタログ番号 | 収録作品                                                                         | 収録作品             | 収録作品                                      | 備考 |
| ---- | ----------------- | ------------ | ------------------ | ---- | ------------ | -------------------------------------------------------------------------------- | -------------------- | --------------------------------------------- | --- |
| 日本 | NIAGARA CD BOOK I | 1986年6月1日 | NIAGARA ⁄ CBS/SONY | 8CD  | 00DH 401∼8   | SUGAR BABE『SONGS』                                                              | 00DH 401(NGCD-8-SB)  | 32DH 501と同内容。                            | 32DH 401~6までの6枚に単品市販のない『DAWN IN NIAGARA』『NIAGARA CM SPECIAL Vol.1 2nd Issue』の2枚を加えたCD BOX。バインダー仕様。ライナーは折りたたみ式。 |
| 日本 | NIAGARA CD BOOK I | 1986年6月1日 | NIAGARA ⁄ CBS/SONY | 8CD  | 00DH 401∼8   | 大滝詠一『NIAGARA MOON』                                                         | 00DH 402(NGCD-9-OT)  | 32DH 502と同内容。                            | 32DH 401~6までの6枚に単品市販のない『DAWN IN NIAGARA』『NIAGARA CM SPECIAL Vol.1 2nd Issue』の2枚を加えたCD BOX。バインダー仕様。ライナーは折りたたみ式。 |
| 日本 | NIAGARA CD BOOK I | 1986年6月1日 | NIAGARA ⁄ CBS/SONY | 8CD  | 00DH 401∼8   | ナイアガラトライアングル：山下達郎、伊藤銀次、大滝詠一『NIAGARA TRIANGLE Vol.1』 | 00DH 403(NGCD-10-NT) | 32DH 503と同内容。                            | 32DH 401~6までの6枚に単品市販のない『DAWN IN NIAGARA』『NIAGARA CM SPECIAL Vol.1 2nd Issue』の2枚を加えたCD BOX。バインダー仕様。ライナーは折りたたみ式。 |
| 日本 | NIAGARA CD BOOK I | 1986年6月1日 | NIAGARA ⁄ CBS/SONY | 8CD  | 00DH 401∼8   | 大滝詠一『GO! GO! NIAGARA』                                                      | 00DH 404(NGCD-11-OT) | 32DH 504と同内容。                            | 32DH 401~6までの6枚に単品市販のない『DAWN IN NIAGARA』『NIAGARA CM SPECIAL Vol.1 2nd Issue』の2枚を加えたCD BOX。バインダー仕様。ライナーは折りたたみ式。 |
| 日本 | NIAGARA CD BOOK I | 1986年6月1日 | NIAGARA ⁄ CBS/SONY | 8CD  | 00DH 401∼8   | 大滝詠一『NIAGARA CALENDAR』                                                     | 00DH 405(NGCD-12-OT) | 32DH 505と同内容。                            | 32DH 401~6までの6枚に単品市販のない『DAWN IN NIAGARA』『NIAGARA CM SPECIAL Vol.1 2nd Issue』の2枚を加えたCD BOX。バインダー仕様。ライナーは折りたたみ式。 |
| 日本 | NIAGARA CD BOOK I | 1986年6月1日 | NIAGARA ⁄ CBS/SONY | 8CD  | 00DH 401∼8   | NIAGARA FALLIN' STARS『NIAGARA FALL STARS 2nd Issue』                            | 00DH 406(NGCD-13-OM) | 32DH 506と同内容。                            | 32DH 401~6までの6枚に単品市販のない『DAWN IN NIAGARA』『NIAGARA CM SPECIAL Vol.1 2nd Issue』の2枚を加えたCD BOX。バインダー仕様。ライナーは折りたたみ式。 |
| 日本 | NIAGARA CD BOOK I | 1986年6月1日 | NIAGARA ⁄ CBS/SONY | 8CD  | 00DH 401∼8   | シュガー・ベイブ / ココナツ・バンク / 布谷文夫 / 大滝詠一『DAWN IN NIAGARA』     | 00DH 407(NGCD-14-OM) | 「NIAGARA RARE MASTER SERIES Vol.4」          | 32DH 401~6までの6枚に単品市販のない『DAWN IN NIAGARA』『NIAGARA CM SPECIAL Vol.1 2nd Issue』の2枚を加えたCD BOX。バインダー仕様。ライナーは折りたたみ式。 |
| 日本 | NIAGARA CD BOOK I | 1986年6月1日 | NIAGARA ⁄ CBS/SONY | 8CD  | 00DH 401∼8   | NIAGARA CM STARS『NIAGARA CM SPECIAL Vol.1 2nd Issue』                           | 00DH 408(NGCD-15-CM) | 単品市販でCD化されなかった23AH 1244の初CD化。 | 32DH 401~6までの6枚に単品市販のない『DAWN IN NIAGARA』『NIAGARA CM SPECIAL Vol.1 2nd Issue』の2枚を加えたCD BOX。バインダー仕様。ライナーは折りたたみ式。 |